# Волков, Валерий (пионер-герой)
Валерий Волков (отчество неизвестно) (1929 — 1 июля 1942 года, Севастополь) — пионер-герой, разведчик.

## Биография
Один из участников партизанского движения, действовавшего в Севастополе. После смерти отца (убитого фашистами), в 13 лет (по другим данным в 14) становится «сыном полка» 7-й бригады морской пехоты. Наравне со взрослыми участвует в боевых действиях. Подносит патроны, добывает разведывательные данные, с оружием в руках сдерживает атаки врага. По воспоминаниям однополчан, любил стихи и часто читал боевым товарищам Маяковского. Обладая хорошими литературными данными, редактировал по-своему уникальную рукописную газету-листовку — Окопная правда (опубликована в газете «Правда» 8 февраля 1963 года). В единственном дошедшем до нас 11 выпуске открывается не по возрасту умелым автором. Его строки пропитаны патриотизмом, смелостью, уверенностью в победе и желанием жить. В июле 1942 года, отражая атаку противника, героически погибает, бросив связку гранат под наступающий танк.
Похоронен на Мемориальном братском кладбище советских солдат в поселке Дергачи в черте Севастополя

### Текст 11 выпуска «Окопной Правды»
ОКОПНАЯ ПРАВДА № 11
Наша 10-ка — это мощный кулак, который врагу будет дивизией, и, как сказал майор Жиделев, мы будем драться как дивизия. Нет силы в мире, которая победит нас, Советское государство, потому что мы сами хозяева, нами руководит партия коммунистов. Вот посмотрите, кто мы. Здесь, в 52-й школе:
1. Командир морского пехотного полка майор Жиделев, русский.
2. Капитан, кавалерист, грузин Гобиладзе.
3. Танкист, рядовой Паукштите Василий, латыш,.
4. Врач медицинской службы, капитан Мамедов, узбек.
5. Летчик, младший лейтенант Илита Даурова, осетинка.
6. Моряк Ибрагим Ибрагимов, казанский татарин.
7. Артиллерист Петруненко из Киева, украинец.
8. Сержант, пехотинец Богомолов из Ленинграда, русский.
9. Разведчик, водолаз Аркадий Журавлев из Владивостока.
10. Я, сын сапожника, ученик 4.-го кл., Волков Валерий, русский.

Посмотрите, какой мощный кулак мы составляем и сколько немцев нас бьют, а мы сколько их побили; посмотрите, что творилось вокруг этой школы вчера, сколько убитых лежит из них, а мы, как мощный кулак, целы и держимся, а они, сволочи, думают, что нас здесь тысяча, и идут против нас тысячами. Ха-ха, трусы, оставляют даже тяжелораненых и убегают.
Эх, как я хочу жить и рассказывать все это после победы. Всем, кто будет учиться в этой школе!
52-я школа! Твои стены держатся, как чудо среди развалин, твой фундамент не дрогнул, как наш мощный кулак десятки…
Дорогая десятка! Кто из вас останется жив, расскажите всем, кто в этой школе будет учиться; где бы вы ни были, приезжайте и расскажите все, что происходило здесь, в Севастополе. Я хочу стать птицей и облететь весь Севастополь, каждый дом, каждую школу, каждую улицу. Это такие мощные кулаки, их миллионы, нас никогда не победят сволочи Гитлер и другие. Нас миллионы, посмотрите! От Дальнего Востока до Риги, от Кавказа до Киева, от Севастополя до Ташкента, таких кулаков миллионы, и мы, как сталь, непобедимы!

### История подвига
Долгое время подвиг Волкова оставался неизвестным. Лишь в середине 60-х его выжившие однополчане Иван Петруненко и Илита Даурова проливают свет на жизнь юного героя. Они и передают упомянутый 11 выпуск «Окопной правды» в руки историкам. В своих воспоминаниях они рассказывают о судьбе Валеры, его характере. Начинаются поиски школы, у которой погиб герой. Благодаря энтузиазму пионеров всего Советского Союза многое удалось восстановить. Нашли и школу, недалеко от которой воевал Волков. Его жизнь, его борьба служат примером героического интернационального мужества советского народа в борьбе за собственную свободу и убеждения.

## Награды
28 декабря 1963 года за мужество и отвагу Родина, наградила пионера орденом Отечественной войны I степени, посмертно. Теперь имя Валерия Волкова навсегда вписано, рядом с именами пионеров-героев Володи Дубинина, Вали Котика, в памяти русского народа.